# Moros y Cristianos

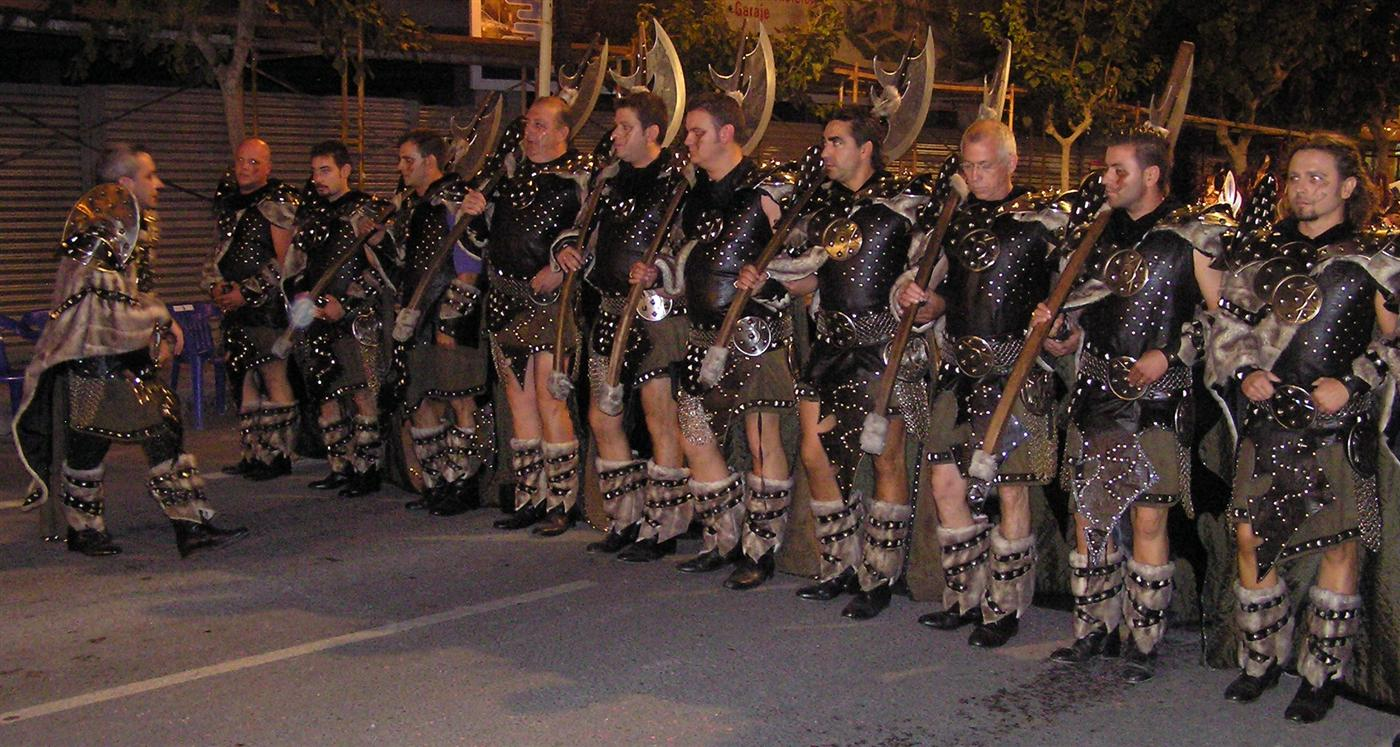
Comparsă creştină la sărbătoarea din El Campello

Moros y Cristianos (în spaniolă) sau Moros i Cristians (în catalană) este o sărbătoare care se desfășoară în întreaga parte estică a Spaniei dar în special în Comunitatea Valenciană. Moros y cristianos în limba română se traduce prin: Mauri și creștini iar sărbătoarea este un remember adus luptelor care se dădeau în Evul Mediu între musulmani și creștini pe teritoriul spaniol pentru putere care trecea alternativ când la musulmani când la creștini. Este una dintre principalele și cele mi spectaculoase sărbători spaniole, cele mai cunoscute se țin în orașele Alcoy (22-24 aprilie) și Villajoyosa care sunt declarate sărbători de interes mondial, de la Callosa de Ensarriá, Crevillente, Cocentaina, Carcheles, Onteniente care sunt declarate de interes național.

## Defilările

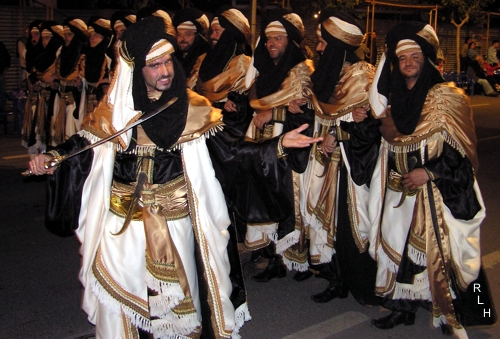
Comparsă musulmană

Sărbătoarea este compusă din mai multe episoade:
- Las entradas - intrările maure și creștine
- El desfile - defilările comparselor musulmane și creștine
- Las embajadas - ambasadele
- Las proceciones - procesiunile

În fiecare zi a sărbătorii sunt organizate ample defilări pe principalele artere ale orașului. Cei care defilează sunt organizați în comparse - adică grupări (grupe, cete) - care pot fi de două feluri: musulmane sau creștine. Fiecare comparsă are o vestimentație proprie și unică. Fiecare comparsă are stemă, steag și sediu și poartă diferite nume.

## Muzica
Pe timpul defilării, fiecare comparsă este urmată de o fanfară care interpretează marșuri specifice sărbătorii - marșuri maure, marșuri creștine și paso doble.

## Sărbătoarea populară

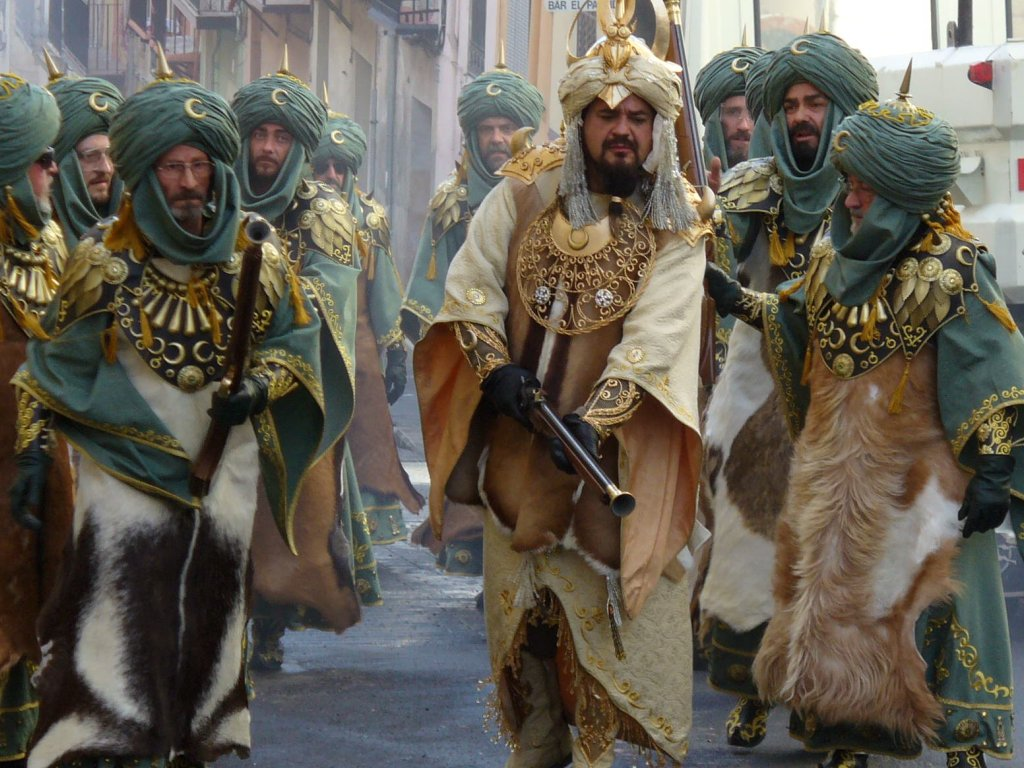
Comparsă musulmană

Moros y Cristianos este de asemenea o sărbătoare a întregii comunități, nu doar o defilare, la ea ia parte fiecare cetățean al orașului. Pe timpul sărbătorilor nu se lucrează, centrele orașelor sunt închise traficului iar fiecare cetățean este îmbrăcat în costume de epocă, musulmane sau creștine.